# Инициатива снизу
Grassroots (с англ. — «корни травы») — термин современной американской политологии; так в США называют спонтанные движения «снизу». Под grassroots понимаются условно говоря «истинные» движения, организованные гражданами для борьбы за свои права.
Имитацию же «корневого движения» называют astroturfing; в этом случае за псевдонародным движением есть политическое лобби. Может быть переведено как инициати́ва снизу или инициатива масс. Порой используется и русифицированная версия термина грассру́тс.

## Происхождение термина
Термин grassroots изобрёл сенатор от штата Индиана Алберт Беверидж в 1912 году. Выступая на съезде своей Прогрессивной партии, политик декларировал, что «партия возникла из корней, из той почвы, которая является основными людскими потребностями».
Что касается термина astroturfing, то это новшество[стиль] сенатора от штата Техас Ллойда Бентсена, который в 1970 году конкурировал с республиканцем Джорджем Бушем-старшим за место в Сенате США. Тогда политтехнологи имитировали «народные инициативы» в поддержку республиканцев. На митинге Бентсен назвал управляемые группы «искусственной травкой», а не настоящими движениями «от корней».

## Технологии
- сбор подписей
- рассылка писем
- пикеты и митинги
- проводятся съезды и направляются делегации к парламентариям

## Современные примеры
- Abahlali baseMjondolo в Южной Африке
- Axis of Justice в США
- Bhumi Uchhed Pratirodh Committee в Индии
- BLM[5] в США и других странах
- EZLN в Мексике
- Fanmi Lavalas на Гаити
- GlobalGiving — международный
- Homeless Workers' Movement в Бразилии
- Landless Peoples Movement в Южной Африке
- Landless Workers' Movement в Бразилии
- Movement for Justice en el Barrio в США
- Narmada Bachao Andolan в Индии
- Western Cape Anti-Eviction Campaign в Южной Африке
- Ла Лече Лига — международный